# Tropicharis cecivora
Tropicharis cecivora är en stekelart som beskrevs av Christer Hansson 1998. Tropicharis cecivora ingår i släktet Tropicharis och familjen finglanssteklar.
Artens utbredningsområde är:
- Belize.
- Colombia.
- Costa Rica.
- Dominikanska republiken.
- Ecuador.
- El Salvador.
- Guatemala.
- Panama.
- Venezuela.

Inga underarter finns listade i Catalogue of Life.